# Береза (місто)
Бере́за (колишня: Береза-Картузька; біл. Бяро́за або біл. Бяро́за-Карту́ская) — місто в Білорусі, на річці Ясельді, притоці Прип'яті: адміністративний центр Березівського району Берестейської області.

## Географія

### Клімат
Клімат у населеному пункті вологий континентальний («Dfb» за класифікацією кліматів Кеппена). Опадів 610 мм на рік. Найменша кількість опадів спостерігається в лютому й сягає у середньому 29 мм. Найбільша кількість опадів випадає в липні — близько 79 мм. Різниця в опадах між сухими та вологими місяцями становить 50 мм. Пересічна температура січня — -5,3 °C, липня — 18,0 °C. Річна амплітуда температур становить 23,3 °C.
| Клімат                            | Клімат | Клімат | Клімат | Клімат | Клімат | Клімат | Клімат | Клімат | Клімат | Клімат | Клімат | Клімат | Клімат |
| Показник                          | Січ.   | Лют.   | Бер.   | Квіт.  | Трав.  | Черв.  | Лип.   | Серп.  | Вер.   | Жовт.  | Лист.  | Груд.  | Рік    |
| Середній максимум, °C             | −2,3   | −0,9   | 4,0    | 12,3   | 19,0   | 22,2   | 23,5   | 22,8   | 18,0   | 11,7   | 4,7    | 0,0    | 11,2   |
| Середня температура, °C           | −5,3   | −4,1   | 0,2    | 7,3    | 13,4   | 16,6   | 18,0   | 17,2   | 13,0   | 7,7    | 2,2    | −2,5   | 7,0    |
| Середній мінімум, °C              | −8,3   | −7,3   | −3,5   | 2,4    | 7,8    | 11,1   | 12,5   | 11,7   | 8,1    | 3,8    | −0,2   | −5     | 2,8    |
| Норма опадів, мм                  | 39     | 29     | 33     | 42     | 57     | 77     | 79     | 64     | 56     | 45     | 44     | 45     | 610    |
| --------------------------------- | ------ | ------ | ------ | ------ | ------ | ------ | ------ | ------ | ------ | ------ | ------ | ------ | ------ |
| Джерело: Climate-Data.org (англ.) |        |        |        |        |        |        |        |        |        |        |        |        |        |

## Історія
Перша згадка про село Береза сходить до 1477, коли власник села Ян Гамшей заснував тут костел Святої Трійці. Наприкінці XV століття Береза стає торговим містом, отримавши міську хартію і право на проведення щотижневої ярмарки.
У період з 1538 до 1600 року — великий центр кальвінізму.
В 1617 Береза стає власністю канцлера Великого князівства Литовського Лева Івановича Сапіги з родини литовських магнатів Сапіг, який в першу чергу засновує тут новий католицький костел (колишній після того, як більше півстоліття знаходився в руках кальвіністів, остаточно зубожів). Сапіга також дозволив місцевим євреям відкрити школу і синагогу. У цей час у місті вже існувала і греко-католицька церква.
Після його смерті в 1633 Береза за заповітом переходить до його старшого сина Яна Станіслава Сапіги (†1635) — маршалка Великого князівства Литовського, а потім — до його молодшого брата, Казимира Лева Сапіги.
Казимир Лев Сапіга успадкував від свого батька не тільки здатності до державних справ і видатний розум, але й глибоку побожність. За своє життя він заснував чимало костьолів і монастирів, одним з яких став картезіанський монастир у Березі.
Костьол було урочисто закладено в 1648. Будівництву перешкодили нещастя, що звалилися на Річ Посполиту в тому ж році — початок козацької війни і смерть польського короля Владислава IV. Лише 3 січня 1650 в Варшаві був підписаний акт заснування монастиря, який Сапіги передали в користування чернечому ордену картезіанців, що переселилися сюди з італійського містечка Тревізо (італ. Treviso). За цей благородний жест Сапіг Папа Олександр VII надав Леву Сапізі титул князя, а монастир згодом розбудувався: став найбільшим у Польсько-литовському королівстві.
У зв'язку з появою монастиря місто отримало свою другу назву — Береза-Картуська (пол. Bereza Kartuska). Монастир сприяв розвитку місцевої торгівлі і ремесел. Поступово розширяючись, монастир став одним з найбільших у всій Речі Посполитої.

Картезіанський монастир — малюнок: Наполеон Орда

В 1706 монастир зазнав облоги, після чого був узятий штурмом, підпалений та розграбований військами шведського короля Карла XII. Двома роками пізніше шведські війська ще раз розграбували місто, що призвело до практично повного його спустошення. Збиток був нанесений місту також російськими військами під командуванням Олександра Суворова в 1772, під час розподілу Речі Посполитої.
Після третього поділу Речі Посполитої місто разом з монастирем перейшло до Російської імперії. Під час придушення польського повстання 1831 місто було зайняте російськими військами. Російська влада закрила монастир, і в 1866 році, після чергового повстання, монастирський комплекс був частково зруйнований, а цеглу використали для будівництва «червоних казарм» і православної церкви в Березі. Костьол, який перебував на території монастиря, був зруйнований в 1868.
Місто увійшло у смугу осілості і було заселено євреями, що були переселені з інших районів Російської імперії. На початку 30-х років XX століття вони становили 53 % населення міста. В 1871 недалеко від міста була прокладена залізниця Варшава — Москва, що з'єднала місто з сусідніми великими містами. В 1878 в місті було сім вулиць і близько 200 будинків. Населення міста та околиць становило близько 5000 чоловік. У місті діяли католицький костел і православна церква, кілька єврейських синагог.
В 1917 місто було захоплено Німеччиною, а по закінченні Першої світової війни протягом декількох років переходило з рук в руки: спочатку увійшло до Білоруської Народної Республіки, якій недовго судилося існувати, 19 січня 1919 було узяте Червоною Армією, але вже 14 лютого 1919 захоплене поляками. У ході радянсько-польської війни місто двічі ставало ареною боїв. Після закінчення війни воно, як і вся Західна Білорусь, відійшло до Польщі.
З червня 1934 по 17 вересня 1939 будинки колишніх російських казарм були використані для розміщення табору для супротивників правлячого режиму Береза-Картузька. Як стверджують польські джерела, створення табору було викликано ростом «тероризму» на початку 1930-х і вбивством міністра внутрішніх справ Броніслава Перацкого. Саме правомірність цього табору, як і його юридична база, відкрито ставились під сумнів усіма політичними силами, які виступали проти режиму «санації». У таборі було ув'язнено активних учасників як і революційного руху в Польщі, так і націоналістичного та революційного рухів у Західній Україні та Західній Білорусі, таких, як-от, відомий український письменник Олександр Гаврилюк, перу якого належить видатна щодо свого ідейно-художнього значення книга «Береза Картузька».
У таборі дозволялося тримати людей до трьох місяців без суду, винятково за адміністративним рішенням поліції або глави воєводства. Табір мав дротові загородження під високою напругою. Арештанти носили повстяний одяг із круглим повстяним капелюшком, на ногах — дерев'яні черевики. У невеликі камери з цементною підлогою набивали по 40 осіб. Щоб ув'язнені не сідали, підлогу постійно поливали водою. Долею в'язнів була виснажлива робота і постійні побої.
Незважаючи на протести, табір продовжував існувати, ставши з часом місцем інтернування і представників інших політичних партій. Очолював його інспектор поліції Ян Греффнер з Познані. Згідно з польськими джерелами, у таборі утримувалося до 800 осіб. У радянських джерелах табір називався «концентраційним», а його існування вважалося свідченням «фашистської» сутності режиму. За радянськими даними, до початку 1938 року число ув'язнених перевищувало тут 7 тисяч.
1 квітня 1939 а. межі міста розширені за рахунок передачі села Новосілки з ґміни Сєлєц.
За польськими даними, з початком війни проти гітлерівської Німеччини табір був закритий, всі ув'язнені звільнені, а в таборі утримувалися німецькі військовополонені, а також диверсанти і шпигуни — дванадцять із них були піддані військово-польовому суду і розстріляні.
У вересні 1939 місто разом з усім Поліссям було приєднано до СРСР і включене до БРСР, а в червні 1941 — окуповане німецькими військами.
Під час війни в місті було створене гетто для євреїв, яких звозили сюди з сусідніх районів. Більше 8 тисяч євреїв загинули тут у ході масових розправ і померли від голоду.
Після війни місто остаточно увійшло до складу СРСР, а рештки польського населення було виселено на польську територію. На теренах Березівщини діяло ОУН що належало до Кобринського надрайону "Лан" — провідник Арсен Клиновий («Шах»).

## Населення
За переписом населення Білорусі 2009 року чисельність населення міста становила 29 357 осіб.

### Національність
Розподіл населення за рідною національністю за даними перепису 2009 року:
| Національність                | Осіб  | Відсоток |
| ----------------------------- | ----- | -------- |
| білоруси                      | 25909 | 88,25 %  |
| росіяни                       | 2183  | 7,44 %   |
| українці                      | 652   | 2,22 %   |
| поляки                        | 262   | 0,89 %   |
| національність не вказана     | 180   | 0,61 %   |
| вірмени                       | 28    | 0,10 %   |
| татари                        | 27    | 0,09 %   |
| дві та більше національності  | 13    | 0,04 %   |
| молдовани                     | 11    | 0,04 %   |
| німці                         | 11    | 0,04 %   |
| євреї                         | 10    | 0,03 %   |
| литовці                       | 9     | 0,03 %   |
| національність не повідомлена | 8     | 0,03 %   |
| чуваші                        | 7     | 0,02 %   |
| мордва                        | 7     | 0,02 %   |
| азербайджанці                 | 6     | 0,02 %   |
| грузини                       | 5     | 0,02 %   |
| узбеки                        | 5     | 0,02 %   |
| цигани                        | 2     | 0,01 %   |
| туркмени                      | 2     | 0,01 %   |
| осетини                       | 2     | 0,01 %   |
| удмурти                       | 2     | 0,01 %   |
| лезгини                       | 2     | 0,01 %   |
| комі                          | 2     | 0,01 %   |
| латиші                        | 1     | 0,00 %   |
| таджики                       | 1     | 0,00 %   |
| греки                         | 1     | 0,00 %   |
| марійці                       | 1     | 0,00 %   |
| естонці                       | 1     | 0,00 %   |
| карели                        | 1     | 0,00 %   |
| комі-перм'яки                 | 1     | 0,00 %   |
| румуни                        | 1     | 0,00 %   |
| угорці                        | 1     | 0,00 %   |
| даргинці                      | 1     | 0,00 %   |
| кабардинці                    | 1     | 0,00 %   |
| ханти                         | 1     | 0,00 %   |
| Разом                         | 29357 | 100 %    |

## Видатні особи
- Кадя Молодовськи (1894—1975) — американська поетеса і письменниця мовою їдиш